# Kosmos 2479
Kosmos 2479, ruski satelit sustava ranog upozorenja o raketnom napadu, iz programa Kosmos. Vrste je US-KMO (Oko-1 br. 7128)/Prognoz. 
Lansiran je 30. ožujka 2012. godine u 5:49 UT s kozmodroma Bajkonura (Tjuratama) s mjesta 81/24. Lansiran je u geostacionarnu orbitu oko planeta Zemlje raketom nosačem Proton-K/DM-2. Orbita mu je 35898 km u perigeju i 35907 km u apogeju. Orbitne inklinacije je 2,27°. Spacetrackov kataloški broj je 38101. COSPARova oznaka je 2012-012-A. Zemlju obilazi u 1442,04 minute. 
Letjelica je težila 700 tona. Sateliti iz ove skupine su u geosinkronoj orbiti koji nadziru lansiranja projektila infracrvenim teleskopima. Ovo je bilo 311. i posljednje lansiranje ove rakete nosača Protona-K.
Iz misije je ostalo nekoliko dijelova od više stupnjeva rakete: blok DM-2 11S861 br. 117 L i jedan SOZ ostali su u geostacionarnoj orbiti, a srednji prehodnik, 8S812 i jedan SOZ vratili su se u atmosferu.

## Vanjske poveznice
- N2YO.com Search Satellite Database (engl.)
- Celes Trak SATCAT Format Documentation (engl.)
- Kunstman  Arhivirana inačica izvorne stranice od 12. kolovoza 2019. (Wayback Machine) Satellites in Orbit (engl.)